# Guia Futebol Clube
Guia Futebol Clube é um clube de futebol português, com sede na freguesia da Guia, concelho de Albufeira, distrito de Faro, no Algarve.
[]

## História
O clube foi fundado em 14 de fevereiro de 1982 e o seu presidente actual chama-se João Santos.
Em 2004 conquistou a Taça do Algarve.
Em 2017-2018 foi vice-campeão da 2.ª Divisão distrital do Algarve de séniores(subida à I divisão) e foi campeão distrital da 1.ª divisão distrital do Algarve de iniciados (subida ao campeonato nacional)

## Liga
- 1.ª divisão distrital, Associação de Futebol do Algarve.[1][2]

## Estádio
- Complexo Desportivo Arsénio Catuna (Lotação: 2000 espectadores)

## Marca do equipamento
- Macron

## Patrocínio
- Restaurante "O Teodósio".
- Albusado
- Manobra Máxima
- Century 21